# Vladimír Dlouhý
Vladimír Dlouhý, né le 31 juillet 1953 à Prague, est un homme politique tchèque, qui est ministre de l'Industrie et du Commerce de la République tchèque de 1992 à 1997, à l'époque des grandes privatisations.

## Biographie
Diplômé de l'École supérieure d'économie de Prague, il étudie en outre les mathématiques à l'Université Charles mais aussi à la faculté de Louvain.
Avocat du libre marché, Vladimír Dlouhý joue un rôle important lors des grandes privatisations des années 1990.
Il rejoint ensuite Goldman Sachs en 1997 comme conseiller pour l'Europe Centrale et l'Europe de l'Est; de 1997 à 2010 il conseille également de la même manière ABB.
Membre de la Commission trilatérale, il est élu vice-président du Groupe Européen en 2010.